# وائل الشهری
وائل محمد الشهری (عربی: وائل محمد الشهري؛ ۳۱ ژوئیهٔ ۱۹۷۳ – ۱۱ سپتامبر ۲۰۰۱) یک هواپیماربای تروریست اهل عربستان سعودی بود. او یکی از پنج هواپیماربای پرواز شماره ۱۱ امریکن ایرلاینز به عنوان بخشی از حملات ۱۱ سپتامبر در سال ۲۰۰۱ بود.
ویل الشهری معلم مدرسه ابتدایی اهل خمیس مشیط استان عسیر در عربستان سعودی بود. او در اوایل سال ۲۰۰۰ برای درمان مشکلات روانی به مدینه سفر کرد. او و برادر کوچکترش ولید در مارس ۲۰۰۰ به افغانستان سفر کردند و به اردوگاه آموزشی القاعده پیوستند. این برادران به همراه افراد دیگری از همان منطقه عربستان سعودی برای شرکت در حملات ۱۱ سپتامبر انتخاب شدند. الشهری پس از انتخاب، در اکتبر ۲۰۰۰ به عربستان سعودی بازگشت تا گذرنامه تمیز دریافت کند، سپس به افغانستان بازگشت. او در مارس ۲۰۰۱ آخرین وصیت نامه خود را به صورت ویدئویی ضبط کرد.
الشهری در اوایل ژوئن ۲۰۰۱ وارد ایالات متحده شد و در مُتل‌های ارزان‌قیمت در منطقه بوینتون بیچ در جنوب فلوریدا اقامت داشت. در ۵ سپتامبر ۲۰۰۱، الشهری به بوستون سفر کرد و با برادرش در متل اقامت کرد. شش روز بعد، الشهری صبح زود به فرودگاه بین‌المللی لوگان بوستون رسید و سوار پرواز شماره ۱۱ خطوط هوایی آمریکا شد. پانزده دقیقه پس از بلند شدن، الشهری به همراه برادرش و سه نفر دیگر هواپیمای مسافربری را ربودند. آنها عمداً آن را در ساعت ۸:۴۶ صبح به برج شمالی مرکز تجارت جهانی کوبیدند.
پس از این حملات، برخی گزارش‌های خبری به اشتباه گزارش دادند که الشهری فرزند یک دیپلمات سعودی بوده و هنوز زنده و سالم است. گزارش‌ها حاکی از آن بود که برادران الشهری پسران احمد الشهری، دیپلمات سعودی مستقر در دهلی نو بودند. پس از حملات ۱۱ سپتامبر، مقامات سعودی ادعا کردند که وائل و ولید الشهری قربانی سرقت هویت شده‌اند. خانواده الشهری در خمیس مشیط با رسانه‌ها مصاحبه و آن گزارش‌ها را تکذیب کردند.

## حملات ۱۱ سپتامبر
وائل الشهری، برادرش ولید و سطام السقامی با هم، در ساعت ۶:۴۵ صبح روز ۱۱ سپتامبر ۲۰۰۱ وارد فرودگاه بین‌المللی لوگان شدند و خودرو اجاره‌ای فورد فوکوس خود را در پارکینگ فرودگاه رها کردند.
تا ساعت ۷:۴۰ صبح، هر پنج هواپیماربای سوار پرواز بودند، که قرار بود ساعت ۷:۴۵ صبح حرکت کند. وائل و ولید الشهری به ترتیب در قسمت درجه یک هواپیما در صندلی‌های 2A و 2B کنار هم نشستند. هواپیما از دروازه ۲۶ دور شد و پس از ۱۴ دقیقه تأخیر، فرودگاه بین‌المللی لوگان را در ساعت ۷:۵۹ صبح از باند 4R ترک کرد. عملیات ربودن پرواز ۱۱ تقریباً در ساعت ۰۸:۱۴ شروع شد، یعنی زمانی که خلبان از پاسخگویی به کنترل ترافیک هوایی دست کشید. گمان می‌رود که برادران الشهری در هواپیماربایی به دو خدمه هواپیما چاقو زدند. در ساعت ۰۸:۴۶:۴۰، با هدایت محمد عطا به‌طور عمدی پرواز شماره ۱۱ به نمای شمالی برج شمالی (برج ۱) مرکز تجارت جهانی، بین طبقات ۹۳ و ۹۹ برخورد کرد. خسارات وارده به برج شمالی هر وسیله‌ای را برای فرار از بالای منطقه ضربه نابود کرد و ۱۳۴۴ نفر را به دام انداخت. برج شمالی پس از ۱۰۲ دقیقه سوختن در ساعت ۱۰:۲۸ فروریخت.